# Szczeglin Poduchowny
Szczeglin Poduchowny (prononciation : [ˈʂt͡ʂɛɡlin pɔduˈxɔvnɨ]) est un village polonais de la gmina de Sypniewo dans le powiat de Maków de la voïvodie de Mazovie dans le centre-est de la Pologne.
Il se situe à environ 17 kilomètres au nord-est de Maków Mazowiecki (siège du powiat) et à 89 kilomètres au nord de Varsovie (capitale de la Pologne).

## Histoire
De 1975 à 1998, le village appartenait administrativement à la voïvodie d'Ostrołęka.